# Comorozetes atavisticus
Comorozetes atavisticus är en kvalsterart som beskrevs av Sandór Mahunka 1994. Comorozetes atavisticus ingår i släktet Comorozetes och familjen Microzetidae. Inga underarter finns listade i Catalogue of Life.